# Vaccarizzo Albanese
Vaccarizzo Albanese (på arberesjiska Vakarici) är en arberesjisk ort och kommun i provinsen Cosenza i Kalabrien, Italien. Kommunen hade 1 097 invånare (2018).